# Семешко Анатолій Андрійович
Анато́лій Андрі́йович Семе́шко (* 1949) — баяніст, методист, музично-громадський діяч, педагог, професор, заслужений діяч мистецтв України (1993).

## Життєпис
Народився 1949 року в місті Апостолове (Дніпропетровська область). 1968 року закінчив Криворізьке музичне училище по класу баяна, викладач Дмитро Ільїн, 1973-го — Київську консерваторію, клас Марка Геліса. 1980 року закінчує асистентуру-стажування, творчий керівник Микола Давидов.
З 1980 по 1984 рік працював в Київській консерваторії працював, від 2011-го — за сумісництвом.
Академік Петровської академії мистецтв і наук, лауреат Всеукраїнського та дипломант Всесоюзного конкурсів.
Станом на 2011 рік декан факультету народних інструментів.
Серед робіт: 
- «Баян на концертній естраді», 8 випусків.
- «Баянно-акордеонне мистецтво України на зламі ХХ-ХХІ століть», 2009, співавтор Андрій Дубій.

Серед учнів — Володимир Марунич, Володимир Сіренко.